# Vincenzo de Cesati
Vincenzo de Cesati (ur. 1806 w Mediolanie, zm. 1886) – włoski botanik i mykolog.
W latach 1868–1883 był dyrektorem ogrodu botanicznego w Neapolu. Zgromadził kolekcję roślin i grzybów. Jej większa część jest obecnie przechowywana w instytucie botanicznym Uniwersytetu Rzymskiego.

## Publikacje
Wraz z Giovanni Passerinim (1816–1893) i Giuseppe Gibellim (1831–1898) był autorem Compendio della flora italiana (kompendium włoskiej flory). Inne publikacje Cesatiego: 
1. Cesati, V. de (1879), Mycetum in itinere Borneensi a cl. Beccari lectorum enumeratio. Atti dell’Accademia delle Scienze Fiziche e Matematiche Napoli, Ser. 1 8 (3): [3]-[25],
2. Cesati, V. de (1873), Elenco delle piante raccolte sul gruppo della Majella e del Morrone dal 2-22 Iuglio 1872. Boll. Club. Alp. Ital. 7 (21): 150,
3. Cesati, V. de (1856), Cryptodiscus cesatii Mont.; Phacidium arundinaceum, Ces. Hedwigia 1: 102, tab.
4. Cesati, V. de; Notaris, G. de (1863), Schema di classificazione degli sferiacei Italici aschigeri piu o meno appartenenti al genere Sphaeria nell’antico significato attribuitogli de Persoon. Commentario della Società Crittogamologica Italiana 1 (4): 177-240[2]

W nazwach naukowych utworzonych przez niego taksonów dodawany jest skrót jego nazwiska Ces.